# ارتش پنجم زرهی (ورماخت)
لشکر پنجم زرهی آلمان (به آلمانی:5.Panzer-Armee) یکی از لشکرهای وابسته به ارتش آلمان نازی (ورماخت) در جنگ جهانی دوم بود.

## فرماندهان
- هاینریش ابرباخ
- گوستاو فون فرست
- هانس-یورگن برنهارد تئودور فون آرنیم
- هاینتس تسیگلر
- لئو گیر فون اشوپنبورگ
- یوزف هارپه
- یوزف دیتریش
- هاسو فون مانتویفل